# داوسون (داکوتای شمالی)
داوسون(به انگلیسی: Dawson) شهری در ایالت داکوتای شمالی کشور ایالات متحده آمریکا است که جمعیت آن در سرشماری سال ۲۰۱۰ میلادی، ۶۱ نفر بوده‌است.